# Kōya no Kotobuki Hikōtai
Kouya no Kotobuki Hikoutai (荒野のコトブキ飛行隊 Kōya no Kotobuki Hikōtai?), conocida en inglés como The Magnificent Kotobuki, es una serie de anime producida por GEMBA (subsidiaria de Digital Frontier) que fue transmitida del 13 de enero al 31 de marzo de 2019. Un juego para teléfonos inteligentes titulado Kōya no Kotobuki Hikōtai - Ōzora no Take Off Girls! fue lanzado en febrero de 2019. Una adaptación al manga hecha por Muneaki Taoka ha estado en publicación desde 2019 en la Shōnen Jump+. Una película recopilatoria titulada Kouya no Kotobuki Hikoutai Kanzenban se estrenó el 11 de septiembre de 2020.

## Argumento
En una frontera árida donde las personas intercambian bienes entre sí para ayudarse mutuamente a sobrevivir, el Escuadrón Kotobuki son guardaespaldas de alquiler, dirigidos por una estricta pero hermosa líder de escuadrón, un oficial al mando poco confiable y un verdadero artesano como jefe de equipo. Junto a los pilotos que no carecen de personalidad, se lanzan al aire en dogfights, dejando que el ruido del motor de sus aviones de combate Hayabusa resuene en el cielo.

## Personajes

### Escuadrón Kotobuki
Kylie (キリエ Kirie?)
Seiyū: Sayumi Suzushiro
Es una piloto con excelentes habilidades, una aptitud natural para volar y una pasión por los panqueques. Voló por primera vez con Ol' Sab (Shioyama) cuando era una niña. Tiene el pelo corto y negro y viste un abrigo rojo abotonado.
Cada miembro del escuadrón tiene un emblema personal pintado en su cola y una variación en la punta de sus alas, siendo el de Kylie un ave de presa en su color personal, rojo; el cono de la hélice de cada avión también está pintado con el color personal.
Emma (エンマ Enma?)
Seiyū: Eri Yukimura
Amiga de la infancia de Kylie y una piloto con sentidos superiores para las dogfights y habilidades de observación. Ella tiene la reputación de ser llamada "Emma la Feroz". Su emblema personal es una guadaña y una rosa, con espinas de rosa a lo largo del fuselaje trasero y las puntas de las alas; el color personal de Emma es el azul, aunque la rosa es blanca. Su cabello rubio está atado en un moño, aunque mantiene libres sus flequillos hasta los hombros. Lleva un vestido azul.
Kate (ケイト Keito?)
Seiyū: Sayaka Nakaya
Es una pensadora lógica y generalmente prefiere permanecer en silencio. El emblema personal de Kate es una flecha que apunta en direcciones opuestas, en violeta. Tiene el pelo largo y plateado recogido en dos coletas y lleva una camisa de vestir blanca con una cinta azul en el cuello.
Reona (レオナ Reona?)
Seiyū: Asami Seto
Ella es la oficial al mando de la unidad y el miembro más experimentado, sensible y una piloto con los pies en la tierra. Entre las chicas, una vez tuvo la reputación de ser llamada "Reona la Tenaz". Su marca personal es una forma de zig-zag sobre tres franjas horizontales, y su Hayabusa también tiene franjas diagonales sobre la sección interior de las alas, todo en verde. Ella tiene el pelo corto y de color rojo atado y usa una camisa blanca de manga corta debajo de una blusa verde.
Zara (ザラ Zara?)
Seiyū: Hibiku Yamamura
Ella es la oficial ejecutiva de la unidad y generalmente vigila a los miembros del escuadrón. Zara fue miembro fundador del escuadrón, junto con Reona. Zara tiene el esquema de pintura más personalizado, con patrones de remolinos dorados sobre la mayor parte de su Hayabusa; ella es el único miembro del escuadrón que no tiene pintadas las puntas de sus alas. Tiene el pelo largo y castaño y su atuendo amarillo y blanco muestra su abdomen.
Chika (チカ Chika?)
Seiyū: Miyu Tomita
Es la integrante más joven del escuadrón y tiende a actuar sin pensar. A pesar de su pequeña estatura, puede derrotar a chicos del doble de su tamaño en una pelea. El Hayabusa de Chika presenta patrones de relámpagos rosas en el fuselaje trasero y las puntas de las alas, así como una representación infantil de algún tipo de animal en la cola (que no está en rosa). Ella tiene el pelo castaño corto atado en dos colas de caballo y usa un abrigo rosa desabrochado.

### Equipo del Hagoromo
Madam Loulou (マダム・ルゥルゥ?)
Seiyū: Akiko Yajima
Madam Loulou es presidenta de la empresa Ōni que se dedica al transporte de mercancías y materiales. Proyecta una figura imponente y segura.
Saneatsu (サネアツ?)
Seiyū: Keiji Fujiwara
Es el indeciso oficial al mando de la aeronave Hagoromo y es intimidado por Madam Loulou.
Anna (アンナ?)
Seiyū: Misaki Yoshioka
Ella es un miembro sénior de la tripulación de la aeronave Hagoromo y una chica testaruda y decidida que puede ser crítica con Saneatsu.
Maria (マリア?)
Seiyū: Miho Okasaki
Ella es un miembro de la aeronave Hagoromo y es menos franca que Anna. Siempre habla de ir de compras con esta última.
Addie (アディ?)
Seiyū: Miyuri Shimabukuro
Ella es una de las tres chicas de apariencia similar que integran la tripulación del dirigible Hagoromo. Ella tiene los ojos rojos y usa una corbata a juego.
Betti (ベティ?)
Seiyū: Aoi Koga
Ella es una de las tres chicas de apariencia similar que integran la tripulación del dirigible Hagoromo. Ella tiene los ojos amarillos y usa una corbata a juego.
Cindi (シンディ?)
Seiyū: Natsumi Kawaida
Ella es una de las tres chicas de apariencia similar que integran la tripulación del dirigible Hagoromo. Ella tiene los ojos verdes y usa una corbata a juego.
Natsuo (ナツオ?)
Seiyū: Rumi Ōkubo
Ella es la jefa del equipo de mantenimiento de los cazas. Aunque parece una niña, es una adulta de pleno derecho y no tiene miedo de decir lo que piensa, pero también tiende a ser grosera.
Johnny (ジョニー?)
Seiyū: Yōji Ueda
Es dueño y cantinero del bar a bordo del Hagoromo que frecuentan los pilotos. Sirve bebidas, cocina comida y tiene una personalidad calmada y tranquila. También es un excelente tirador y exmercenario que renunció después de que conoció y se enamoró de Miki.
Ririko (リリコ?)
Seiyū: Nao Tōyama
Ella es la mesera en el bar de Johnny y actúa desinteresada en su trabajo, pero es muy capaz en una crisis.

### Otros personajes
Consejala Julia (ジュリア評議員?)
Una adinerada política y concejala de la ciudad de Aleshma en Ikesuka, es propietaria de uno de los lujosos hoteles de la ciudad llamado "Ocean Sunfish Hotel". Al igual que Loulou, ella también es testaruda y muy imponente. Sin embargo, las dos se odian tanto que no se ven cara a cara.
Isao (イサオ?)
Es el director de la empresa View Trading, que más tarde se convierte en alcalde de la ciudad de Aleshma en Ikesuka. Por alguna razón, Julia desconfiaba de él y lo despreciaba por su truco de magia barato. A menudo está en compañía de su mayordomo y una vez fue un piloto as que luchó en la batalla de Rinouche hace ocho años, donde en un momento le salvó la vida a Reona.
Escuadrón Nazarin
Adolfo Yamada (アドルフォ山田?) y Fernando Utsumi (フェルナンド内海?)
Seiyū: Matsumoto Shinobu (Adolfo), Satoru Yamamoto (Fernando)
El Escuadrón Nazarin originalmente estaba formado por cinco pilotos: Adolfo, Fernando, Ismael, Miguel y Rodríguez. Sin embargo, después de su primer encuentro con piratas aéreos en la historia, solo quedan Adolfo y Fernando. En el pasado, Fernando solía ser sacerdote.

## Media

### Anime
La serie está dirigida por Tsutomu Mizushima y escrita por Michiko Yokote, quienes habían trabajado anteriormente en la serie de anime Shirobako, y presenta diseños de personajes de Hidari. La serie se emitió del 13 de enero al 31 de marzo de 2019 en Tokyo MX, TV Aichi, MBS y BS 11. Está animado por GEMBA, con Digital Frontier manejando la producción y WAO World manejando la animación 2D. Shirō Hamaguchi compone la música de la serie. El tema de apertura de la serie "Sora no What" es interpretado por ZAQ, y el tema final de la serie "Tsubasa o Motsu Mono-tachi" es interpretado por el elenco principal bajo el nombre de Kotobuki Squadron. La serie tiene licencia de Sentai Filmworks.
Se anunció una película recopilatoria titulada Kouya no Kotobuki Hikoutai Kanzenban, que se estrenó el 11 de septiembre de 2020. Incluyó nuevas imágenes no vistas de la serie.
| #  | Título                                                                              | Estreno               |
| -- | ----------------------------------------------------------------------------------- | --------------------- |
| 1  | «Mercenarios nocturnos» «Tsukiyo no yōjinbō» (月夜の用心棒)                         | 13 de enero de 2019   |
| 2  | «Las Seis Errantes» «Sasurai no Roku-nin» (さすらいの6人)                           | 20 de enero de 2019   |
| 3  | «El Día más Largo de Rahama» «Rahama no nagai hi» (ラハマの長い日)                  | 27 de enero de 2019   |
| 4  | «Fortaleza Élite» «Erīto toride» (エリート砦)                                       | 3 de febrero de 2019  |
| 5  | «La Espléndida Areshima» «Kareinaru areshima» (華麗なるアレシマ)                    | 10 de febrero de 2019 |
| 6  | «Sin lugar para volver» «Kaerazaru mushuku» (帰らざる無宿)                          | 17 de febrero de 2019 |
| 7  | «El derecho de sangre Nazarin» «Nasarin no ichi pondo kōka» (ナサリンの1ポンド硬貨) | 24 de febrero de 2019 |
| 8  | «El Gran Robo de la Aeronave» «Daihikōsen gōtō» (大飛行船強盗)                      | 3 de marzo de 2019    |
| 9  | «El Bebé Vagabundo» «Akatonbo no fūraibō» (赤とんぼの風来坊)                        | 10 de marzo de 2019   |
| 10 | «Los bombarderos agresivos» «Nasake-yō mu no bakugeki-ki» (情け用無の爆撃機)        | 17 de marzo de 2019   |
| 11 | «Duelo en Ikesuka» «Ikesuka no kettō» (イケスカの決闘)                              | 24 de marzo de 2019   |
| 12 | «KOTOBUKI de la puesta de sol» «Yūhi no Kotobuki hikō-tai» (夕陽のコトブキ飛行隊)   | 31 de marzo de 2019   |